# Бассингтуэйт, Натали
Натали́ Бассингтуэ́йт (англ. Natalie Bassingthwaighte; 1 сентября 1975, Вуллонгонг, Новый Южный Уэльс, Австралия) — австралийская певица, автор песен, актриса и телеведущая. Бывшая вокалистка группы Rogue Traders.

## Биография
Натали Бассингтуэйт родилась 1 сентября 1975 года в Вуллонгонге (штат Новый Южный Уэльс, Австралия) в семье генерального директора компании по медицинскому страхованию Майкла Бассингтуэйта (род.1952) и театральной медсестры, косметолога и парикмахера Бетти Бассингтуэйт (род.1953). У Натали есть три сестры — старшая Мелинда Бассингтуэйт (род.1974) и младшие-близнецы Лиза и Николь Бассингтуэйт (род.1982).
Натали окончила «Wollongong High School of the Performing Arts» и «Australian College of Entertainment».

## Карьера

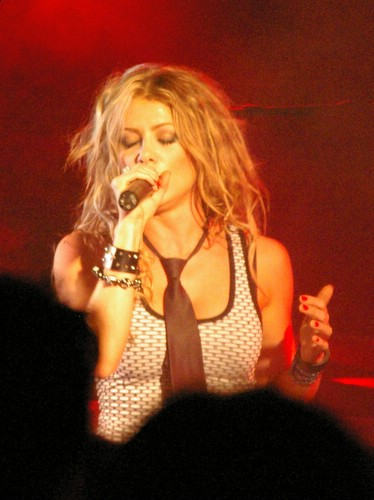
La Trobe University Bendigo, 2006 год

Натали начала свою карьеру в 1996 году.
В 2004—2008 года Натали была участницей музыкальной электро-рок-группы «Rogue Traders» и выпустила с ними 3 студийных альбома. В 2009 году Бассингтуэйт выпустила свой дебютный сольный альбом «1000 Stars».
Натали играла в спектаклях со школьных лет, а в 1998—2010 года она также сыграла в 11-ти фильмах и телесериалах. Известность и признание ей принесла роль в австралийской сериале «Соседи», в котором Бассингтуэйт снималась с 2003 по 2006 год. 
Также Натали является телеведущей.
В апреле 2008 года Бассингтуэйт выпустила свою книгу, написанную в соавторстве с младшей сестрой Николь, «Sistahood: A Journal of Self-Discovery». Книга направлена на повышение самооценки подростков ( в подростковом возрасте Натали пережила травлю в школе из-за своего маленького роста), и наполнена фотографиями и фактами из жизни сестер.   
В марте 2015 года Бассингтуэйт запустила свой собственный бренд детской одежды Chi Chi.

## Личная жизнь
В 1998—2000 года Натали была замужем за поваром Грэмом Уилмоттом.
С 4 декабря 2011 года Натали замужем во второй раз за ударником Кэмероном МакГлинчи (род.1975), с которым она встречалась 6 лет до их свадьбы. У супругов есть двое детей — дочь Харпер Рейн Синклэр МакГлинчи (род.16.08.2010) и сын Хендрикс Джон Хиксон МакГлинчи (род.21.05.2013).

## Дискография
с Rogue Traders
- 2003 — We Know What You’re Up To
- 2005 — Here Come the Drums
- 2007 — Better in the Dark

Сольно
- 2009 — 1000 Stars

## Избранная фильмография
| Год       |   | Русское название | Оригинальное название | Роль                   |
| --------- | - | ---------------- | --------------------- | ---------------------- |
| 2003—2007 | с | Соседи           | Neighbours            | Изабель «Иззи» Хойленд |